# Mirabilandia (Italia)
Mirabilandia es un parque temático italiano localizado en Savio, una fracción de Rávena, la cual está localizada en Emilia-Romaña. Con un área total de 850.000 metros cuadrados, es el parque de atracciones más grande de Italia.
El parque temático tiene un área de 28,5 hectáreas, además de contar con un parque acuático de 36 hectáreas, llamado Mirabeach. Las atracciones más notables son la montaña rusa invertida Katun y la montaña rusa lanzada iSpeed. Tiene la montaña rusa de agua más alta del mundo, Divertical, con una altura de 60 metros.
Alberga la Eurowheel, de 90 metros de altura, la segunda noria más alta de Europa.

## Historia
Las áreas presentes desde 1992 son:
- Adventureland (el área de las aventuras)
- Bimbopoli (el área de los niños)
- Dinoland (el área de los dinosaurios)
- Far West Valley (el área del Lejano Oeste)
- Route 66 (el área del motor)

En 1997, fueron colocados algunos paisajes imponentes y una tematización describiendo sitios exóticos y fantásticos, mayoritariamente relacionada con el mundo de la aventura: la plaza de entrada fue cambiada a un estilo pirata y fue rebautizada como Bahía Pirata. Los restaurantes tenían una tematización similar (como el Locanda del Faro).
En 1999, fue construida la montaña rusa invertida Katun, con un paisaje circundante con gran impacto visual (la Ciudad de Sian Ka'un, con arquitecturas de civilizaciones mayas precolombinas). En 2000, el aspecto de las dos mascotas del parque, Otto Leprotto, una liebre europea,  y Mike, un ánade real (dos especie animales ampliamente visibles en el parque o en los prados alrededor del lago central) fue modificado. En 2003, surgió Mirabeach, parque acuático de estilo caribeño con juegos hidráulicos. En 2006, se abrió Ghostville, la atracción oscura de estilo horror/wéstern. En 2007, se inauguró la atracción Raratonga, que exhibe una significativa tematización.
En 2008, se instaló la atracción oscura de disparos Reset, junto con la acera adyacente exterior. La montaña rusa lanzada iSpeed ocupó el lugar de Sierra Tonante en 2009.
El 26 de abril de 2011, para una campaña de marketing, se llevó a cabo el último viaje de Ghostville, siendo reemplazado durante la temporada por una atracción en la que se va andando en lugar de en coches, abierta el 13 de julio de 2011 con el nombre de Phobia. Al inaugurarse el área de Far West Valley pasó a llamarse Legends of Dead Town.

## Incidentes
En 2007, un hombre fue golpeado por la pierna de una pasajera de la montaña rusa invertida Katun, resultando muerto. La pasajera fue herida. El hombre estaba en una área restringida cuándo fue golpeado, pero la atracción fue cerrada para hacer una investigación.[cita requerida]

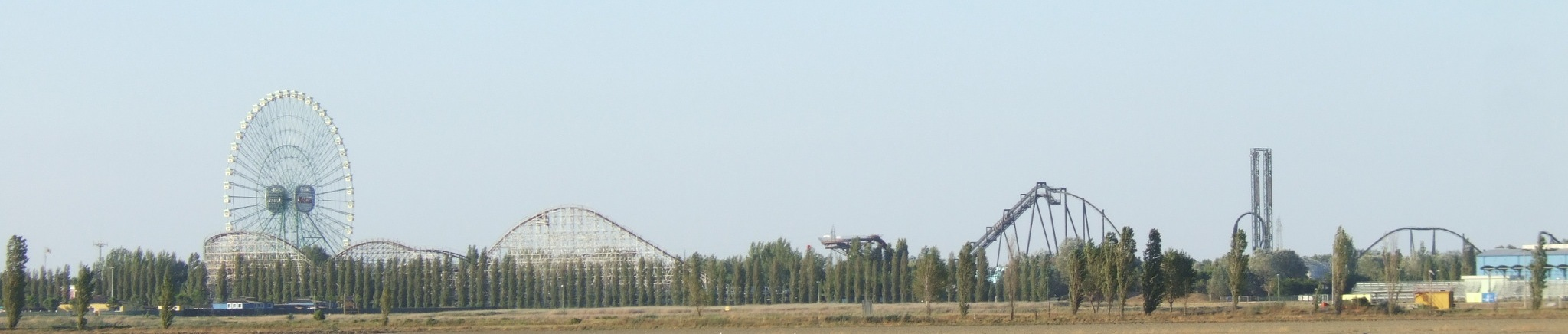
La montaña rusa invertida Katun con la noria Eurowheel al fondo.